# 카이푸구

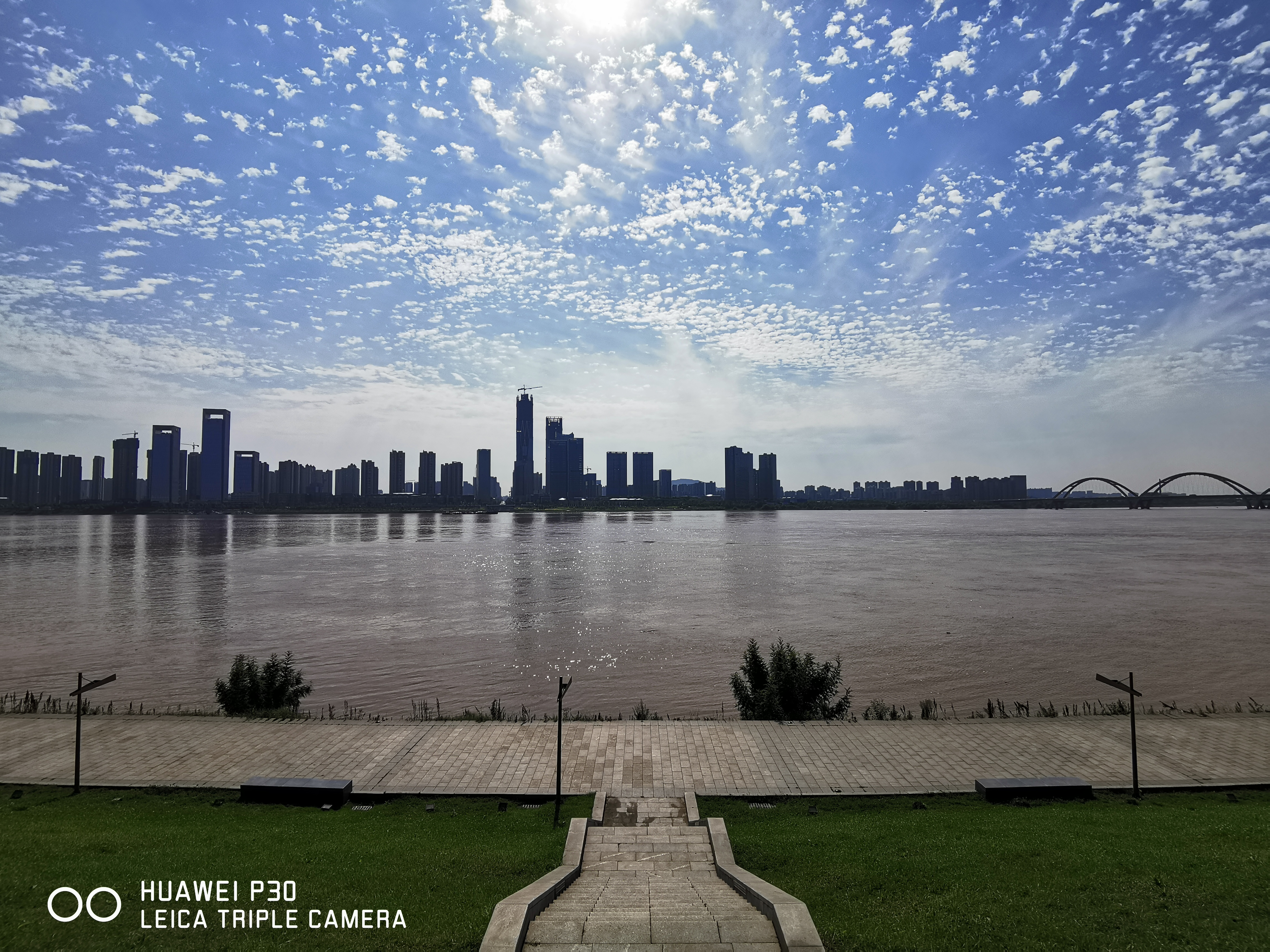

개복구/카이푸구(한국어: 개복구, 중국어: 开福区, 병음: Kāifú Qū)는 중화인민공화국 호남성 장사시의 현급 행정구역이다. 넓이는 187km2이고, 인구는 2007년 기준으로 420,000명이다.

## 행정 구역
10개 가도, 3개 진을 관할한다.
- 가도: 芙蓉北路街道, 东风路街道, 清水塘街道, 望麓园街道, 湘雅路街道, 伍家岭街道, 新河街道, 通泰街街道, 四方坪街道, 洪山街道.
- 진: 捞刀河镇, 新港镇, 青竹湖镇.